# TV Pampa Centro
TV Pampa Centro é uma emissora de televisão brasileira sediada em Santa Maria, cidade do estado do Rio Grande do Sul. Opera no canal 4 (26 UHF digital), e é afiliada à RedeTV!. A emissora integra a Rede Pampa, rede de televisão pertencente ao grupo homônimo, e gera sua programação para a porção central e oeste do estado. Seus estúdios ficam no 13.º andar da Torre GBOEX do Santa Maria Shopping, no centro da cidade, e sua antena de transmissão está no alto do Morro da Caturrita.

## História
A TV Pampa Centro foi fundada em 9 de novembro de 1991, sendo afiliada à Rede Manchete. A emissora foi criada para fazer frente à RBS TV Santa Maria, que era a única emissora de televisão da cidade até então. Antes de sua criação, o nome TV Pampa Centro era utilizado pela atual TV Cachoeira, que com a estreia da nova emissora, passou a retransmitir a programação da Rede Bandeirantes na região.
Em 1.º de junho de 1992, afiliou-se ao SBT, juntamente com as outras duas emissoras da Rede Pampa no interior gaúcho (TV Pampa Sul, de Pelotas e TV Pampa Norte, de Carazinho). Em 1.º de novembro de 2003, deixou o SBT e afiliou-se à Rede Record.
Em 6 de agosto de 2020, é anunciado que a emissora, assim como a TV Pampa Norte, deixará de ter equipe de jornalismo. A Rede Pampa demitiu, dessas emissoras, quase 15 profissionais.